# ハッピーバースデートゥーユー

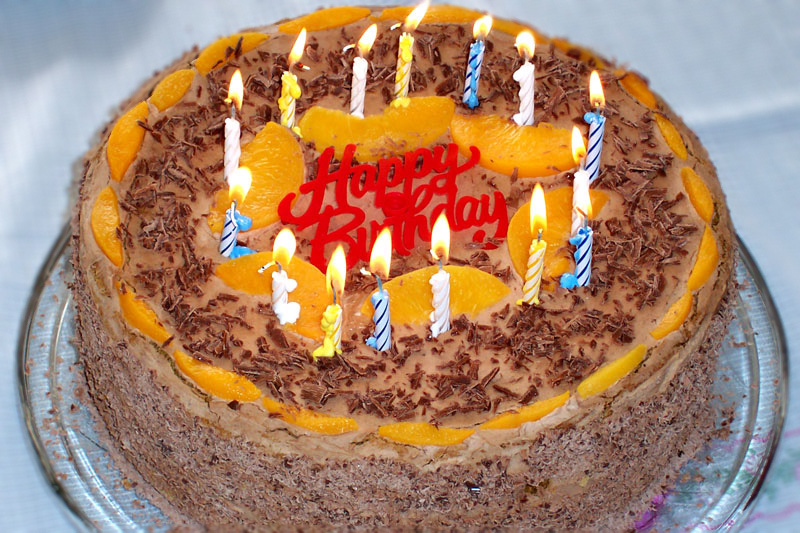
ハッピーバースデートゥーユーは、しばしばバースデーケーキに立てられたろうそくの火を消す前に歌われる

ハッピーバースデートゥーユー（英語: Happy Birthday to You）とは、誕生日を祝うために歌われるアメリカの歌である。

## 概要
アメリカ人のヒル姉妹（姉のミルドレッド・J・ヒル〈Mildred J. Hill〉と妹のパティ・スミス・ヒル〈Patty Smith Hill〉）が作詞・作曲した「Good Morning to All」の替え歌である。
各国語に翻訳されているが、日本など、英語圏以外の国であっても英語で歌うこともある。なお、日本では日本語詞を追加したものがある（後述）。
世界で一番歌われている（英語の）歌としてギネス・ワールド・レコーズに載っている。2012年12月28日にBBC Fourが放送した『ザ・リッチエスト・ソングス・イン・ザ・ワールド』（The Richest Songs in the World）で、音楽著作権で史上最も稼いだ曲の第1位に選出された。
また、1962年にマリリン・モンローが、アメリカ合衆国大統領ジョン・F・ケネディの誕生日祝いで、この歌を歌ったのは有名である（ハッピーバースデー・ミスタープレジデント）。
なお、タイでは他の国と違い、3拍子でなく4拍子で歌うことが多い。歌詞では、3行目の「ハッピーバースデー ディア ○○（祝われる人の名）」が、「ハッピーバースデー ハッピーバースデー」と単なる繰り返しになる。
2度歌うと約30秒になり、手を洗うのに適した時間になるので、これを2度歌って手を洗わせる指導が日本でもなされている。ウディ・アレンの『人生万歳!』（2009年）ではこの曲を2度歌うとばい菌が取れると信じている主人公の物理学者ボリスが出てくる。

## 歌詞と楽譜

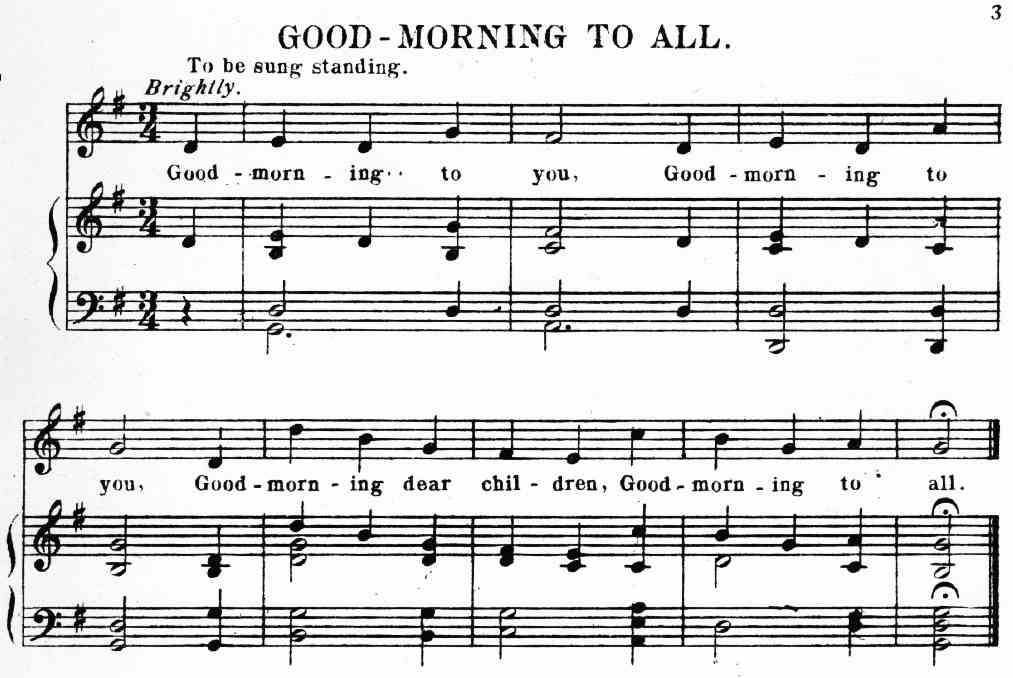
Happy Birthday to You の元となった曲 Good Morning to All の楽譜。

### "Good Morning to All"
元となった曲 Good Morning to All の歌詞

Good morning to you,

Good morning to you,

Good morning, dear children,

Good morning to all.

### "Happy Birthday to You"
Good Morning to All の替え歌が、ハッピーバースデーの歌となり、全国で歌われている。

Happy birthday to you,

Happy birthday to you,

Happy birthday, dear [お祝いする人の名前],

Happy birthday to you.

### 日本語詞
日本では、「お誕生日のうた」「お誕生日の歌」の曲名で、丘灯至夫による日本語詞とHappy Birthday to You の英語詞を歌ったものがあり、主に日本コロムビアから発売される童謡集に収録されている（松島トモ子、森の木児童合唱団、榊原郁恵などの歌唱によりCD化されている）。

## 著作権

### 概歴
原曲の Good Morning to All が作曲されたのは1893年である。
1920年前後に現在一般的に知られている「バース」（Good Morning を Happy Birthday に置き換えた、Happy Birthday to You の歌詞）が作詞されたとされているが、詳しい時期や作者は不明である。
その後、この「バース」を2番とした Good Morning to All を含むソングブックが1924年に出版された。これが現存する Happy Birthday to You の最も古い公式文献である。また、それがヒル姉妹の作曲したメロディと統合され公の場に出されている。
1931年、ブロードウェイミュージカルで Happy Birthday to You が無断で使われたため、ヒル姉妹の妹のジェシカ・ヒルと音楽出版社のサミー（Summy）社が無断使用に対して裁判を起こしたが、この時点では Happy Birthday to You に対する著作権が（当時のアメリカ合衆国著作権法の方式主義により）存在しなかったため、請求を棄却されている（この裁判にてジェシカ側が勝訴したとする記述もあるが間違いである）。
1935年、ジェシカとサミー社はこの曲の著作権を登録した。ただし、この時 Good Morning to All の歌詞は登録されなかったため、アメリカでは現在に至るまでパブリックドメインである。

### 保護期間
著作権の保護期間は、保護が要求される国の法律によって定められており、国によって異なる。ただし、ベルヌ条約は、著作権の保護期間について、著作者の没年の翌年の1月1日から少なくとも50年間保護することを定めており、加盟国にはこの期間以上の保護が義務付けられている。
メロディはヒル姉妹の共同著作物であり、2人のうち後に亡くなった妹のパティの没年は1946年なので、その著作権はベルヌ条約の加盟国では少なくとも1996年12月31日まで保護される。
歌詞に関しては1935年にサミー社がプレストン・ウェア・オーレム（Preston Ware Orem）の職務著作であるとして著作権を登録している。オーレムの没年は1938年なので、その著作権はベルヌ条約の加盟国では少なくとも1988年12月31日まで保護される。
ただし、ベルヌ条約に加盟していない国にはこのような義務はない。また、加盟国であっても、実際は次のような理由で保護期間が異なることがある。
- 第二次世界大戦の敗戦国は、戦時加算による日数を加算する。
- 条約の規定以上に保護するのは各国の自由である。たとえば、EU加盟国の多くの保護期間は70年である。
- 一部の加盟国（多くは発展途上国）は、条約義務の一部を免除されている。また実際には、条約義務の不履行もある。

#### アメリカ
アメリカがベルヌ条約に加盟したのは1989年のことであり、その以前は登録によって著作権が発生する方式主義を採っていた。この作品が1935年に登録された当時に施行されていた1909年著作権法
では、著作権は作品の登録後28年間存続し、更新により56年間に延長可能であった。この期間は1976年著作権法によって75年間に、1998年の著作権延長法によって95年間に延長された。その結果、1935年の登録による著作権は、2030年まで存続することとなった。
2013年、アメリカの映画制作会社が著作権の無効を確認する訴訟を提起し、この際に米タイム・ワーナーがアメリカ国内における本曲の著作権を保持している（と主張している）ことが日本でも認知された。この裁判については、2015年9月にカリフォルニア連邦地裁が、1935年に登録されたのはピアノへの編曲であって、歌詞の著作権は無効であるとの判決を下した。同年12月、制作会社がワーナーからの和解提案を受け入れ、2016年2月にその合意内容が「ワーナーが著作権料1400万ドルを返還する」というものであると明らかにされた。これにより本作は、今後パブリックドメインとなることが確定した。

#### 日本
日本はベルヌ条約に加盟しており、著作権の存続期間を原則として著作者の死後50年間と定めている。ただし、この作品は戦時加算が必要となるため、3794日を加算し、歌詞は1999年（平成11年）5月22日まで、メロディは2007年（平成19年）5月22日まで、著作権が存続していた。
なお、前述の丘灯至夫による日本語詞については、丘の没年は2009年（平成21年）のため、2025年時点では著作権が存続中である。